# Хлоропрокаїн
Хлоропрокаїн (торгова назва Nesacaine, Nesacaine-MPF; часто у формі гідрохлоридної солі, як вищезазначені торгові назви) — місцевий анестетик, що вводиться ін'єкційно під час хірургічних процедур та пологів. Хлоропрокаїн вазодилятатор; це на відміну від кокаїну, який звужує судини. Хлоропрокаїн є естерним анестетиком.

## Використання
Хлоропрокаїн використовується для регіональної анестезії, включно: спінальної, каудальної та епідуральної.
Він також призначений для місцевої анестезії, зокрема для блокад: плечового сплетення, шийного нерва, потиличного нерва, нижньощелепного нерва або верхньощелепного нерва для анестезії зубів, офтальмологічна анестезія з інфраорбітальною нервовою блокадою, ліктьового нерва, паравертебральна блокада, міжреберна нервова блокада, сідничного нерва, зірчастого ганглію, поперекова симпатична.
Він також використовується для акушерської анестезії, включно з блокадою пудендального нерва та парацервікальною блокадою.
Він не застосовується при внутрішньовенній регіонарній анестезії через ризик тромбофлебіту. 

## Субарахноїдальний блок
Хлоропрокаїн був розроблений для задоволення потреби в спінальному анестетику короткої дії, який є надійним та має сприятливий профіль безпеки, щоб підтримати потребу в хірургії одного дня. Ліцензований в Європі для хірургічних процедур тривалістю до 40 хвилин, хлоропрокаїн є місцевим анестетиком ефірного типу з найкоротшою тривалістю дії всіх встановлених місцевих анестетиків. Він має значно меншу тривалість дії, ніж лідокаїн, і значно менш токсичний. Хлоропрокаїн має моторний блок тривалістю 40 хвилин, швидкий час настання 3-5 хвилин (9,6 хв ± 7,3 хв при 40 доза мг; 7,9 хв ± 6,0 хв при 50 мг) і час до амбулаторії 90 хвилин без ускладнень, особливо не маючи тимчасової неврологічної симптоматики.
Ці дані базуються на ретроспективному огляді 672 пацієнтів, придатних для спінальної анестезії при хірургічних процедурах тривалістю менше 60 хвилин із використанням 30-40 мг хлоропрокаїну. Результати показали хорошу хірургічну анестезію, швидкий час початку дії та післяопераційну мобілізацію через 90 хвилин без ускладнень.
Застосування хлоропрокаїну в субарахноїдальному просторі було поставлене під сумнів. На початку 1980-х років було повідомлено про кілька випадків неврологічного дефіциту після ненавмисних інтратекальних ін'єкцій, призначених для епідуральної шляху введення. Ці дози були на порядок вищими, ніж в даний час використовуються для інтратекального доставляння. Існує також думка, що ці дефіцити також були пов'язані з консервантом бісульфатом натрію, хоча це також суперечливо.
За останні роки було опубліковано кілька досліджень щодо безпечного використання інтратекального хлоропрокаїну при застосуванні відповідної дози та при застосуванні препаратів, що не містять консервантів.
Станом на  2021 препарат схвалений для інтратекального використання в США та в Європі.

## Акушерство
Місцеві анестетики, пов'язані з амідами, такі як лідокаїн і бупівакаїн, можуть потрапити в їх іонізованій формі на сторону плаценти плоду, тому їх чисте перенесення через плаценту збільшується. Ефірно-зв'язаний місцевий анестетик 2-хлорпрокаїн швидко метаболізується, і плацентарне перенесення обмежується. Оскільки метаболізм 2-хлоропрокаїну у плазмі плода відбувається повільніше, ніж у материнській плазмі, існує можливість потрапляння у іонну пастку. pH плода дещо нижчий, ніж материнський (7,32-7,38), отже, більшість лікарських засобів, що не є неіонізованими, до певної міри опиняються у «іонній пастці» навіть у здорового плода. Хлоропрокаїн (рКа 8,7) є препаратом вибору для епідуральної аналгезії та декомпенсування плода, оскільки він не бере участі в захопленні іонів. Плацентарне проникнення 2-хлоропрокаїну не впливає на ацидоз плода.
Період напіввиведення хлоропрокаїну in vitro становить 21 секунду для матері та 43 секунди для крові плода. У пацієнтів, які є атипово гомозиготними для холінестерази в плазмі, хлоропрокаїн, як правило, функціонує впродовж двох хвилин у циркуляції.

## Синтез

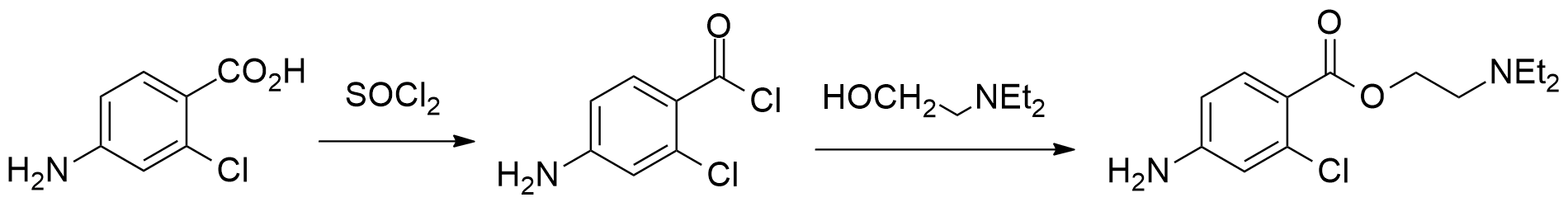
Синтез хлоропрокаїну: HC Marks, HI Rubin, (1949 Wallace & Tiernan Inc.).

Гідрохлоридну сіль 4-аміно-2-хлорбензоїлхлориду отримують реакцією 2-хлор-4-амінобензойної кислоти з тіонілхлоридом. Потім синтез цього препарату здійснюється безпосередньою реакцією продукту останньої стадії з гідрохлоридною сіллю 2-діетиламіноетанолу.

## Синоніми
2-Chloroprocaine, Chlorprocaine, Halestyn, 133-16-4, Piocaine, 2-(Diethylamino)ethyl 4-amino-2-chlorobenzoate, Chloroprocainum, Chlorprocainum, Cloroprocaina, UNII-5YVB0POT2H, Benzoic acid, 4-amino-2-chloro-, 2-(diethylamino)ethyl ester, 5YVB0POT2H, Chlor-procaine, 4-amino-2-chlorobenzoic acid 2-(diethylamino)ethyl ester, CHEBI:3636, HSDB 3301, 2-(Diethylaminoethyl)-4-amino-2-chlorobenzoate, BRN 2808071, SCHEMBL6676, 4-14-00-01273 (Beilstein Handbook Reference), GTPL7145, CHEMBL1179047, DTXSID8022799, ZINC1530938, 8010AH, AKOS010575135, DB01161, NCGC00183273-04, FT-0713386, C07877, D07678, SR-01000944416, Q2964133

### Торговельні марки
Chloroprocaine Hci, Clorotekal, Nesacaine ( Ce, MPF)

### Дженерики
Chloroprocaine Hydrochloride